# 2016年リオデジャネイロオリンピックのイタリア選手団
2016年リオデジャネイロオリンピックのイタリア選手団（2016ねんリオデジャネイロオリンピックのイタリアせんしゅだん）は、2016年8月5日から8月21日にかけてブラジルのリオデジャネイロで開催された2016年リオデジャネイロオリンピックのイタリア選手団、およびその競技結果。

## 概要
今大会は金メダル8個、銀メダル12個、銅メダル8個の合計28個のメダルを獲得した。
イタリア選手団は、第一回アテネ大会から全ての大会に参加しており今大会で31回目の出場になる。

## 選手団
- 人員: 309人
- 開会式旗手: フェデリカ・ペレグリニ

## メダル獲得者
| メダル | 名前 | 競技         | 種目                             | 日付    |
| ------ | --- | ------------ | -------------------------------- | ------- |
| 金     | ダニエレ・ガロッツォ | フェンシング | 男子個人フルーレ                 | 8月8日  |
| 金     | ニッコロ・カンプリアーニ | 射撃         | 男子エアライフル                 | 8月9日  |
| 金     | ニッコロ・カンプリアーニ | 射撃         | 男子ライフル3姿勢                | 8月15日 |
| 金     | ガブリエレ・ロセッティ | 射撃         | 男子スキート                     | 8月14日 |
| 金     | ディアナ・バコージ | 射撃         | 女子スキート                     | 8月13日 |
| 金     | ファビオ・バシレ | 柔道         | 男子66kg級                       | 8月8日  |
| 金     | グレゴリオ・パルトリニエリ | 競泳         | 男子1500m自由形                  | 8月14日 |
| 金     | エリア・ビビアーニ | 自転車       | 男子オムニアム                   | 8月16日 |
| 銀     | バレーボール男子イタリア代表 パスクアーレ・ソッティーレ ルカ・ベットーリ オスマニー・ユアントレーナ シモーネ・ジャネッリ サルバトーレ・ロッシーニ イバン・ザイツェフ フィリッポ・ランザ シモーネ・ブティ マッシモ・コラーチ マッテオ・ピアノ エマヌエレ・ビラレッリ オレグ・アントノフ                                                                | バレーボール | 男子バレーボール                 | 8月22日 |
| 銀     | ダニエーレ・ルーポ パオロ・ニコライ | ビーチバレー | 男子ビーチバレー                 | 8月19日 |
| 銀     | エンリコ・ガロッツォ マルコ・フィケラ パオロ・ピッツォ アンドレア・サンタレッリ | フェンシング | 男子エペ団体                     | 8月15日 |
| 銀     | エリーザ・ディ フランチスカ | フェンシング | 女子フルーレ個人                 | 8月11日 |
| 銀     | ロッセッラ・フィアミンゴ | フェンシング | 女子エペ個人                     | 8月7日  |
| 銀     | ジョバンニ・ペッリエーロ | 射撃         | 男子トラップ                     | 8月9日  |
| 銀     | マルコ・インノチェンティ | 射撃         | 男子ダブルトラップ               | 8月11日 |
| 銀     | キアラ・カイネーロ | 射撃         | 女子スキート                     | 8月13日 |
| 銀     | オデッテ・ジュフリダ | 柔道         | 女子52kg級                       | 8月8日  |
| 銀     | 水球女子イタリア代表 ジュリア・ゴルレーロ キアラ・タバーニ アリアナ・ガリボッティ エリーサ・キロロ フェデリカ・ラディッチ ロザリア・エヨ ターニャ・ディ マリオ ロベルタ・ビアンコーニ ジュリア・エンモロ フランチェスカ・ポメリ アレクサンドラ・コッティ テレーザ・フラッシネッティ ラウラ・テアーニ                                                  | 水球         | 水球女子                         | 8月20日 |
| 銀     | ラケーレ・ブルーニ | 競泳         | 女子オープンウォータースイミング | 8月15日 |
| 銀     | ターニャ・カニョット フランチェスカ・ダッラーペ | 飛込         | 女子シンクロ板飛込               | 8月8日  |
| 銅     | ジョバンニ・アバニャーレ マルコ・ディコスタンツォ | ボート       | 男子舵手なしペア                 | 8月11日 |
| 銅     | ドメニコ・モントローネ マッテーオ・カスタルド ジュセッペ・ビチーノ | ボート       | 男子舵手なしフォア               | 8月12日 |
| 銅     | フランク・チャミーゾマルケス | レスリング   | 男子フリースタイル65kg級         | 8月22日 |
| 銅     | 水球男子イタリア代表 ステファノ・テンペスティ フレンチェスコ・ディフルービオ ニッコロ・ジット ピエトロ・フィグリオリ アンドレア・フォンデッリ アレサンドロ・ベロット アレサンドロ・ノラ バレンティーノ・ガッロ クリスティアン・プレシュッティ ミカエル アレクサンドル・ボデガス マッテーオ・アイカルディ ニコラス・プレシュッティ マルコ・デル ルンゴ | 水球         | 男子水球                         | 8月21日 |
| 銅     | ガブリエーレ・デッティ | 競泳         | 男子400ｍ自由形                  | 8月7日  |
| 銅     | ガブリエーレ・デッティ | 競泳         | 男子1500ｍ自由形                 | 8月14日 |
| 銅     | エリーサ・ロンゴボルギーニ | 自転車       | 女子個人ロードレース             | 8月8日  |
| 銅     | ターニャ・カニョット | 飛込         | 女子板飛込                       | 8月15日 |

| 競技         | 金 | 銀 | 銅 | 合計 |
| 射撃         | 4  | 3  | 0  | 7    |
| フェンシング | 1  | 3  | 0  | 4    |
| 競泳         | 1  | 1  | 2  | 4    |
| 柔道         | 1  | 1  | 0  | 2    |
| 自転車       | 1  | 0  | 1  | 2    |
| 水球         | 0  | 1  | 1  | 2    |
| 飛込         | 0  | 1  | 1  | 2    |
| バレーボール | 0  | 1  | 0  | 1    |
| ビーチバレー | 0  | 1  | 0  | 1    |
| ボート       | 0  | 0  | 2  | 2    |
| レスリング   | 0  | 0  | 1  | 1    |
| 合計         | 8  | 12 | 8  | 28   |

| 性別別メダル数 | 性別別メダル数 | 性別別メダル数 | 性別別メダル数 | 性別別メダル数 |
| -------------- | -------------- | -------------- | -------------- | -------------- |
| 性別           | 金             | 銀             | 銅             | 合計           |
| 女子           | 1              | 7              | 2              | 10             |
| 男子           | 7              | 5              | 6              | 18             |
| 合計           | 8              | 12             | 8              | 28             |

## 種目別選手・スタッフ名簿及び成績

### アーチェリー
- マルコ・ガリアッツォ
  - （男子個人）1回戦敗退
  - （男子団体）準々決勝敗退
- マウロ・ネスポリ
  - （男子個人）準々決勝敗退
  - （男子団体）準々決勝敗退
- ダビド・パスカルッチ
  - （男子個人）2回戦敗退
  - （男子団体）準々決勝敗退
- グエンダリーナ・サルトーリ
  - （女子個人）2回戦敗退
  - （女子団体）準決勝敗退
- ルチーラ・ボアリ
  - （女子個人）1回戦敗退
  - （女子団体）準決勝敗退
- クラウディア・マンディア
  - （女子個人）1回戦敗退
  - （女子団体）準決勝敗退

### ウエイトリフティング
- ミルコ・スカランティーノ（男子56kg級）7位
- ジョルジア・ボルディニョン（女子63kg級）6位

### カヌー
- マウロ・クレンナ
  - （スプリント男子カヤックペア200ｍ）5位
  - （スプリント男子カヤックフォア1000ｍ）6位
- カルロ・タッキーニ
  - （スプリント男子カナディアンシングル200ｍ）7位
  - （スプリント男子カナディアンシングル1000ｍ）8位
- ジョバンニ・デ ジェナーロ（スラローム男子カヤックシングル）7位
- ジュリオ・ドレッシーノ
  - （スプリント男子カヤックペア1000ｍ）6位
  - （スプリント男子カヤックフォア1000ｍ）6位
- アルベルト・リケッティ
  - （スプリント男子カヤックペア200ｍ）5位
  - （スプリント男子カヤックフォア1000ｍ）6位
- マンフレーディ・リッツァ（スプリント男子カヤックシングル）6位
- ニコラ・リパモンティ
  - （スプリント男子カヤックペア）1000ｍ　6位
  - （スプリント男子カヤックフォア）1000ｍ　6位

### 水泳

#### 競泳

##### 男子
- マルコ・オルシ（400ｍリレー）予選敗退
- ピエロ・コディア
  - （100ｍバタフライ）準決勝敗退
  - （400ｍメドレーリレー）予選敗退
- シモーネ・サビオーニ（100ｍ背泳ぎ）
  - （100ｍ背泳ぎ）予選敗退
  - （400ｍメドレーリレー）予選敗退
- ミケーレ・サントゥッチ（400ｍリレー）予選敗退
- アンドレア・ダリゴ
  - （200m自由形）予選敗退
  - （800ｍリレー）予選敗退
- アレックス・ディ ジョルジョ（800ｍリレー）予選敗退
- ガブリエーレ・デッティ
  - （400ｍ自由形） 銅メダル
  - （800ｍリレー）予選敗退
  - （1500m自由形） 銅メダル
- フェデリコ・トゥッリーニ
  - （200ｍ個人メドレー）失格
  - （400ｍ個人メドレー）予選敗退
- ルカ・ドット
  - （50ｍ自由形）準決勝敗退
  - （100ｍ自由形）準決勝敗退
  - （400ｍメドレーリレー）予選敗退
- アンドレア・トニアート
  - （100ｍ平泳ぎ）予選敗退
  - （400ｍメドレーリレー）予選敗退
- フェデリコ・バネリ（オープンウォータースイミング）7位
- グレゴリオ・パルトリニエリ（1500m自由形） 金メダル
- ルカ・ピッツィーニ（200ｍ平泳ぎ）準決勝敗退
- マルコ・ベロッティ
  - （200ｍ自由形）予選敗退
  - （800ｍリレー）予選敗退
- フェデリコ・ボッキア（50ｍ自由形）予選敗退
- フィリッポ・マニーニ（100ｍ自由形）予選敗退
- ルカ・マリン（400ｍ個人メドレー）予選敗退
- マッテーオ・リボルタ（100ｍバタフライ）予選敗退
- シモーネ・ルフィニ（オープンウォータースイミング）6位
- ルカ・レオナルディ（400ｍリレー）予選敗退

##### 女子
- アリアンナ・カスティリオーニ（100ｍ平泳ぎ）予選敗退
  - （100ｍ平泳ぎ）予選敗退
  - （400ｍメドレーリレー）8位
- マルティナ・カラーロ（100ｍ平泳ぎ）予選敗退
- ディレッタ・カルリ（400ｍ自由形）予選敗退
- カルロッタ・ツォフコバ（400ｍメドレーリレー）8位
- マルティナ・デ メメ
  - （800ｍリレー）予選敗退
  - （800ｍ自由形）棄権
- シルビア・ディ ピエトロ
  - （400ｍリレー）6位
  - （50ｍ自由形）予選敗退
- ルイサ・トロンベッティ
  - （200ｍ個人メドレー）予選敗退
  - （400ｍ個人メドレー）予選敗退
- マルゲリータ・パンツィエラ（200ｍ背泳ぎ）予選敗退
- イラリア・ビアンキ
  - （100ｍバタフライ）予選敗退
  - （400ｍメドレーリレー）8位
- ステファーニア・ピロッツィ（200ｍバタフライ）予選敗退
- エリカ・フェッライオーリ
  - （50ｍ自由形）予選敗退
  - （100ｍ自由形）予選敗退
  - （400ｍリレー）6位
- サーラ・フランチェスキ
  - （200ｍ個人メドレー）予選敗退
  - （400ｍ個人メドレー）予選敗退
- ラケーレ・ブルーニ（オープンウォータースイミング） 銀メダル
- アグライア・ペッツァート（400ｍリレー）6位
- フェデリカ・ペレグリーニ
  - （100ｍ自由形）棄権
  - （200ｍ自由形）予選敗退
  - （400ｍメドレーリレー）8位
  - （800ｍリレー）予選敗退
- アレッシア・ポリエリ（200ｍバタフライ）準決勝敗退
- キアラ・マシーニ ルッチェッティ（800ｍリレー）予選敗退
- アリーチェ・ミッツァウ
  - （200ｍ自由形）予選敗退
  - （400ｍ自由形）予選敗退
  - （800ｍリレー）予選敗退

#### シンクロナイズドスイミング
- カミッラ・カッタネオ（チーム）
- ベアトリチェ・カレガリ（チーム）
- サラ・スガルツィ（チーム）
- リンダ・セルッティ（デュエット、チーム）
- フランチェスカ・デイッダ（チーム）
- コスタンツァ・フェロ（デュエット、チーム）
- マニラ・フラミニ（チーム）
- マリアンジェラ・ペルパト（チーム）
- エリサ・ボッツォ（チーム）
- デュエット - 6位
- チーム - 5位

#### 飛込競技
- アンドレア・キアラビーニ
  - （男子板飛込）予選敗退
  - （男子シンクロ板飛込）6位
- ジョバンニ・トッツィ（男子シンクロ板飛込）6位
- ミケーレ・ベネデッティ（男子板飛込）準決勝敗退
- マイコル・ベルゾット（男子高飛込）予選敗退
- ターニャ・カニョット
  - （女子板飛込） 銅メダル
  - （女子シンクロ板飛込） 銀メダル
- フランチェスカ・ダッラーペ(女子シンクロ板飛込） 銀メダル
- ノエミ・バトゥキ（女子高飛込）予選敗退
- マリア エリザベッタ・マルコーニ（女子板飛込）準決勝敗退

#### 水球
- 水球男子イタリア代表　 銅メダル
  - ステファノ・テンペスティ（GK）
  - マルコ・デル ルンゴ（GK）
  - フレンチェスコ・ディ フルービオ（D）
  - ピエトロ・フィグリオリ（D）
  - アンドレア・フォンデッリ（D）
  - アレサンドロ・ノラ（D）
  - バレンティーノ・ガッロ（D）
  - クリスティアン・プレシュッティ（D）
  - ニッコロ・ジット（CB）
  - アレサンドロ・ベロット（CB）
  - ニコラス・プレシュッティ（CB）
  - ミカエル アレクサンドル・ボデガス（CF）
  - マッテーオ・アイカルディ（CF）

- 水球女子イタリア代表　 銀メダル
  - ジュリア・ゴルレーロ（GK）
  - ラウラ・テアーニ（GK）
  - アリアナ・ガリボッティ（D）
  - エリーサ・キロロ（D）
  - ターニャ・ディ マリオ（D）
  - ロベルタ・ビアンコーニ（D）
  - ジュリア・エンモロ（D）
  - フランチェスカ・ポメリ（D）
  - アレクサンドラ・コッティ（D）
  - キアラ・タバーニ（CB）
  - フェデリカ・ラディッチ（CB）
  - ロザリア・エヨ（CF）
  - テレーザ・フラッシネッティ（CF）

### 近代五種
- リッカルド・デ ルカ（男子）6位
- ピエール パウロ・ペトローニ（男子）23位
- アリチェ・ソテーロ（女子）18位
- クラウディア・チェザリーニ（女子）21位

### ゴルフ
- ニーノ ダニエーレ・ベルタシオ（男子）30位タイ
- マテオ・マナセロ（男子）27位タイ
- ジュリア・セルガス（女子）55位
- ジュリア・モリナーロ（女子）53位タイ

### 自転車
- GANNA Filippo（男子団体追い抜き）6位
- LAMON Francesco（男子団体追い抜き）6位
- SCARTEZZINI Michele（男子団体追い抜き）6位
- ファビオ・アール（男子個人ロードレース）6位
- ダミアーノ・カルーゾ
  - （男子個人ロードレース）40位
  - （男子個人ロードタイムトライアル）27位
- シモーネ・コンソンニ（男子団体追い抜き）6位
- アレッサンドロ・デ マルキ（男子個人ロードレース）63位
- アンドレア・ティベリ（男子マウンテンバイク）19位
- ビンチェンツォ・ニーバリ（男子個人ロードレース）棄権
- エリア・ビビアーニ（男子オムニアム） 金メダル
- マルコ アウレリオ・フォンターナ（男子マウンテンバイク）20位
- ルカ・ブライドット（男子マウンテンバイク）7位
- リアム・ベルタッツオ（男子団体追い抜き）6位
- ディエゴ・ローザ（男子個人ロードレース）棄権
- タティアーナ・グデルツォ
  - （女子個人ロードレース）14位
  - （女子団体追い抜き）6位
- エレナ・チェッキーニ（女子個人ロードレース）20位
- フランチェスカ・パッターロ（女子団体追い抜き）6位
- ベアトリーチェ・バッテローニ（女子団体追い抜き）6位
- シルビア・バルセッキ（女子団体追い抜き）6位
- シモーナ・フラッポルティ（女子団体追い抜き）6位
- ジョルジア・ブロンツィーニ（女子個人ロードレース）42位
- エバ・レフナー（女子マウンテンバイク）18位
- エリーサ・ロンゴ ボルギーニ
  - （女子個人ロードレース） 銅メダル
  - （女子個人ロードタイムトライアル）5位

### 射撃
- マルコ・インノチェンティ（男子ダブルトラップ） 銀メダル
- ニッコロ・カンプリアーニ
  - （男子エアライフル） 金メダル
  - （男子ライフル伏射）7位
  - （男子ライフル3姿勢） 金メダル
- ジュゼッペ・ジョルダーノ
  - （男子エアピストル）6位
  - （男子50ｍピストル）26位
- マルコ・デ ニコーロ
  - （男子エアライフル）30位
  - （男子ライフル伏射）6位
  - （男子ライフル3姿勢）27位
- アントニーノ・バリッラ（男子ダブルトラップ）予選敗退
- マッシモ・ファッブリーツィ（男子トラップ）6位
- ジョバンニ・ペッリエーロ（男子トラップ） 銀メダル
- リカルド・マッツェッティ（男子ラピッドファイアピストル）6位
- ガブリエレ・ロセッティ（男子スキート） 金メダル
- ルイジ・ロッデ（男子スキート）予選敗退
- キアラ・カイネーロ（女子スキート） 銀メダル
- ペトラ・ズブラシング
  - （女子エアライフル）予選敗退
  - （女子ライフル3姿勢）4位
- ディアナ・バコージ（女子スキート） 金メダル
- ジェシカ・ロッシ（女子トラップ）6位

### 柔道
- ファビオ・バシレ（男子66kg級） 金メダル
- マッテーオ・マルコンチーニ（男子81kg級）敗者復活2回戦敗退
- エリオ・マンズィ（男子60kg級）2回戦敗退
- エドウィジュ・ジベンドゥ（女子63kg級）2回戦敗退
- オデッテ・ジュフリダ（女子52kg級） 銀メダル
- バレンティーナ・モスカット（女子48kg級）1回戦敗退

### セーリング
- ロベルタ・カプート
- マティア・カムボニ（男子RSX級）10位
- ピエトロ・ズッケッティ（男子49er級）12レース敗退
- ルッジェーロ・ティタ（男子49er級）12レース敗退
- ビットリオ・ビッサーロ（ナクラ級）5位
- ジョルジオ・ポッジ（男子フィン級）10レース敗退
- フランチェスコ・マライ（男子レーザー級）10レース敗退
- フランチェスカ・クラプチッチ（49erFX級）5位
- ジューリア・コンティ（49erFX級）5位
- シルビア・シクーリ（ナクラ級）5位
- アリチェ・シンノ（女子470級）10レース敗退
- シルビア・ゼナーロ（レーザーラジアル級）10レース敗退
- フラビア・タルタリーニ（女子RSX級）6位
- エレナ・ベルタ（女子470級）10レース敗退

### 体操
- ルドビコ・エダーリ　
  - （男子種目別床）69位
  - （男子種目別平行棒）46位
  - （男子種目別鉄棒）46位
  - （男子種目別吊輪）57位
- エリカ・ファザーナ
  - （女子種目別床）6位
  - （種目別段違い平行棒）37位
  - （種目別平均台）63位
- バネッサ・フェラーリ
  - （女子個人総合）16位
  - （女子種目別床）4位
  - （種目別段違い平行棒）47位
- カルロッタ・フェルリット
  - （女子個人総合）12位
  - （女子種目別床）18位
  - （種目別段違い平行棒）42位
  - （種目別平均台）56位
- エリーサ・メネギーニ
  - （女子種目別床）13位
  - （種目別平均台）23位タイ
- マルティナ・リッツェリ（種目別段違い平行棒）43位

#### 新体操
- ベロニカ・ベルトリーニ（個人）19位 
  - 新体操イタリア代表（団体）4位
- マルティナ・チェントファンティ
- カミラ・パトリアルカ
- マルタ・パニーニ
- アレシア・マウレッリ
- ソフィア・ロディ

### テニス
- アンドレアス・セピ（男子ダブルス）準々決勝敗退
- ファビオ・フォニーニ（男子ダブルス）準々決勝敗退
  - （男子シングルス）3回戦敗退
  - （男子ダブルス）準々決勝敗退
  - （ミックスダブルス）準々決勝敗退
- トーマス・ファビアーノ（男子シングルス）1回戦敗退
- パオロ・ロレンジ（男子シングルス）2回戦敗退
- サラ・エラーニ（女子ダブルス）準々決勝敗退
- ロベルタ・ビンチ
  - （女子ダブルス）準々決勝敗退
  - （ミックスダブルス）準々決勝敗退
- カリン・クナップ　1回戦敗退

### トライアスロン
- ダビデ・ウッチェッラーリ（男子）34位
- アレッサンドロ・ファビアン（男子）14位
- シャルロッテ・ボニン（女子）17位
- アンナマリア・マッツェッティ（女子）29位

### 馬術
- エマヌエレ・ガウディアノ（障害馬術個人）1次予選敗退
- ステファノ・ブレッチャロリ
  - （総合馬術団体）9位
  - （総合馬術個人）
- ピエトロ・ロマン
  - （総合馬術団体）9位
  - （総合馬術個人）23位
- ルカ・ロマン
  - （総合馬術団体）9位
  - （総合馬術個人）障害馬術1回目敗退
- アリアナ・シーボ
  - （総合馬術団体）9位
  - （総合馬術個人）障害馬術1回目敗退
- バレンティーナ・トゥルッパ

### バドミントン
- ジャニーヌ・チコニーニ（女子シングルス）グループリーグ敗退

### バレーボール
- バレーボールイタリア女子代表 リーグ戦敗退
  - パオラ・オジェキ エゴヌ
  - アレッシア・オッロ
  - セレーナ・オルトラーニ
  - クリスティーナ・キリケッラ
  - マルティナ・グイッジ
  - アレッシア・ジェンナーリ
  - アンナ・ダネージ
  - ナディア・チェントーニ
  - モニカ・デ ジェンナーロ
  - アントネッラ・デル コーレ
  - ミリアム・ファティメ シッラ
  - エレオノーラ・ロ ビアンコ

予選ラウンド Pool B（試合開始時刻は現地時間）- 通算1勝4敗。
| 日程    | 開始  |           | 結果 |               | 1set  | 2set  | 3set  | 4set  | 5set | 総得点 | R |
| ------- | ----- | --------- | ---- | ------------- | ----- | ----- | ----- | ----- | ---- | ------ | - |
| 8月7日  | 10:35 | イタリア● | 0-3  | ○セルビア     | 25-27 | 20-25 | 23-25 |       |      | 68-77  |   |
| 8月8日  | 21:30 | イタリア● | 0-3  | ○中国         | 21-25 | 21-25 | 16-25 |       |      | 58-75  |   |
| 8月10日 | 23:35 | イタリア● | 0-3  | ○オランダ     | 21-25 | 20-25 | 20-25 |       |      | 61-75  |   |
| 8月13日 | 3:00  | イタリア● | 1-3  | ○アメリカ     | 22-25 | 22-25 | 25-23 | 20-25 |      | 89-98  |   |
| 8月15日 | 3:00  | イタリア○ | 3-0  | ●プエルトリコ | 25-14 | 25-13 | 25-22 |       |      | 75-49  |   |

- バレーボールイタリア男子代表
  - オレグ・アントノフ
  - マッシモ・コラーチ
  - イバン・ザイツェフ
  - シモーネ・ジャネッリ
  - パスクアーレ・ソッティーレ
  - マッテオ・ピアノ
  - エマヌエレ・ビラレッリ
  - シモーネ・ブティ
  - ルカ・ベットーリ
  - オスマニー・ユアントレーナ
  - フィリッポ・ランザ
  - サルバトーレ・ロッシーニ
  - バレンティナ・ディウフ

予選ラウンド Pool A（試合開始時刻は現地時間）- 通算4勝1敗。
| 日程    | 開始  |           | 結果 |           | 1set  | 2set  | 3set  | 4set  | 5set | 総得点 | R |
| ------- | ----- | --------- | ---- | --------- | ----- | ----- | ----- | ----- | ---- | ------ | - |
| 8月7日  | 21:30 | イタリア○ | 3-0  | ●フランス | 25-20 | 25-20 | 25-15 |       |      | 75-55  |   |
| 8月10日 | 3:00  | イタリア○ | 3-1  | ●アメリカ | 28-26 | 20-25 | 25-23 | 25-23 |      | 98-97  |   |
| 8月12日 | 8:30  | イタリア○ | 3-0  | ●メキシコ | 25-17 | 25-13 | 25-17 |       |      | 75-47  |   |
| 8月14日 | 10:35 | イタリア○ | 3-1  | ●ブラジル | 23-25 | 25-23 | 25-22 | 25-15 |      | 98-85  |   |
| 8月16日 | 8:30  | イタリア● | 1-3  | ○カナダ   | 23-25 | 17-25 | 25-16 | 21-25 |      | 86-91  |   |

決勝トーナメント   銀メダル
| 日程    | 開始 |           | 結果 |           | 1set  | 2set   | 3set  | 4set  | 5set | 総得点 | R |
| ------- | ---- | --------- | ---- | --------- | ----- | ------ | ----- | ----- | ---- | ------ | - |
| 8月18日 | 6:00 | イタリア○ | 3-0  | ●イラン   | 31-29 | 25-19  | 25-17 |       |      | 81-65  |   |
| 8月20日 | 1:00 | イタリア○ | 3-2  | ●アメリカ | 30-28 | 26- 28 | 9-25  | 25-22 | 15-9 |        |   |
| 8月22日 | 1:15 | イタリア● | 3-0  | ○ブラジル | 22-25 | 26-28  | 24-26 |       |      | 72-79  |   |

### ビーチバレー
- アドリアン イグナシオ・カランブラ ラウリチ（男子）1回戦敗退
- アレックス・ランギエリ（男子）1回戦敗退
- パオロ・ニコライ（男子） 銀メダル
- ダニエーレ・ルーポ（男子） 銀メダル
- GIOMBINI Laura（女子）1回戦敗退
- マルタ・メネガッティ（女子）1回戦敗退

### フェンシング
- ジョルジョ・アボーラ
  - （男子フルーレ個人）準々決勝敗退
  - （男子フルーレ団体）4位
- ディエゴ・オッキウツィ（男子サーブル個人）1回戦敗退
- アンドレア・カッサーラ
  - （男子フルーレ個人）3回戦敗退
  - （男子フルーレ団体）4位
- エンリコ・ガロッツォ
  - （男子エペ個人）3回戦敗退
  - （男子エペ団体） 銀メダル
- ダニエレ・ガロッツォ
  - （男子フルーレ個人） 金メダル
  - （男子フルーレ団体）4位
- アンドレア・サンタレッリ（男子エペ団体） 銀メダル
- アンドレア・バルディーニ（男子フルーレ団体）4位
- パオロ・ピッツォ
  - （男子エペ個人）2回戦敗退
  - （男子エペ団体） 銀メダル
- マルコ・フィケラ
  - （男子エペ個人）2回戦敗退
  - （男子エペ団体） 銀メダル
- アルド・モンターノ（男子サーブル個人）2回戦敗退
- アリアンナ・エッリーゴ（女子フルーレ個人）3回戦敗退
- ロッセッラ・グレゴリオ
  - （女子サーブル個人）2回戦敗退
  - （女子サーブル団体）4位
- ロレタ・グロッタ
  - （女子サーブル個人）準々決勝敗退
  - （女子サーブル団体）4位
- エリーザ・ディ フランチスカ（女子フルーレ個人） 銀メダル
- イラリア・ビアンコ（女子サーブル団体）4位
- ロッセッラ・フィアミンゴ（女子エペ個人） 銀メダル
- イレーネ・ベッキ
  - （女子サーブル個人）2回戦敗退
  - （女子サーブル団体）4位

### ボート
- ルーカ・アガメンノーニ（男子エイト）敗者復活戦敗退
- ジョバンニ・アバニャーレ（男子舵手なしペア） 銅メダル
- ファビオ・インフィモ（男子エイト）敗者復活戦敗退
- ステファノ・オッポ（男子軽量級舵手なしフォア）4位
- マッテーオ・カスタルド（男子舵手なしフォア） 銅メダル
- ビンチェンツォ・カペッリ（男子エイト）敗者復活戦敗退
- マルティノ・ゴレッティ（男子軽量級舵手なしフォア）4位
- マッテーオ・ステファニーニ（男子エイト）敗者復活戦敗退
- エンリコ・ダニエッロ（男子エイト）敗者復活戦敗退
- マルコ・ディ コスタンツォ（男子舵手なしペア） 銅メダル
- ジョルジオ・トゥチナルディ
- マリオ・パオネッサ（男子エイト）敗者復活戦敗退
- ロマーノ・バッティスティ（男子ダブルスカル）4位
- ジュセッペ・ビチーノ（男子舵手なしフォア） 銅メダル
- フランチェスコ・フォッシ（男子ダブルスカル）4位
- ピエルパウロ・フラッティーニ（男子エイト）敗者復活戦敗退
- シモーネ・ベニエル（男子エイト）敗者復活戦敗退
- マルチェッロ・ミアーニ（男子軽量級ダブルスカル）8位
- アンドレア・ミケレッティ（男子軽量級ダブルスカル）8位
- ドメニコ・モントローネ（男子舵手なしフォア） 銅メダル
- リビオ・ラ パドゥラ（男子軽量級舵手なしフォア）4位
- エマヌエレ・リウッツィ（男子エイト）敗者復活戦敗退
- ピエトロ・ルータ（男子軽量級舵手なしフォア）4位
- マッテーオ・ロド（男子舵手なしフォア） 銅メダル
- アレッサンドラ・パテリ（女子舵手なしペア）5位
- サラ・ベルトラージ（女子舵手なしペア）5位
- ラウラ・ミラーニ（女子軽量級ダブルスカル）13位
- バレンティナ・ロディーニ（女子軽量級ダブルスカル）13位

### ボクシング
- マヌエル・カッパイ（男子ライトフライ級）1回戦敗退
- カルミネ・トマーソン（男子ライト級）2回戦敗退
- グイド・ビアネロ（男子スーパーヘビー級）2回戦敗退
- ビンチェンツォ・マンジャカープレ（男子ウェルター級）2回戦敗退
- バレンティーノ・マンフレドニア（男子ライトヘビー級）1回戦敗退
- クレメンテ・ルッソ（男子ヘビー級）準々決勝敗退
- イルマ・テスタ（女子ライト級）準々決勝敗退

### 陸上競技

#### 男子
- テオドリコ・カポラソ（50㎞競歩）失格
- マッテオ・ガルバン
  - （200ｍ）準決勝敗退
  - （400ｍ）予選敗退
- マッテオ・ジュッポーニ
  - （20㎞競歩）8位
  - （50㎞競歩）棄権
- シルバノ・チェサーニ（走り高跳び）予選敗退
- ジャメル・チャトビ
- マルコ・デ ルカ（50㎞競歩）21位
- エセオサ・デサル（200ｍ）予選敗退
- ファブリツィオ・ドナート（三段跳び）予選敗退
- アブドゥラ・バモッサ（3000ｍ障害）予選敗退
- ユーリ・フロリアーニ（3000ｍ障害）予選敗退
- ジョルダーノ・ベネデッティ（800ｍ）予選敗退
- ルッジェーロ・ペルティーレ（マラソン）38位
- ダビデ・マネンティ（200ｍ）予選敗退
- ダニエレ・メウッチ（マラソン）棄権
- ステファノ・ラ ローザ（マラソン）57位
- マルコ・リングア（ハンマー投げ）失格

#### 女子
- TRAPLETTI Valentina
- ベロニカ・イングレーゼ（10000ｍ）30位
- アンナ・インチェルティ（マラソン）棄権
- マルチア・カラベッリ（400ｍハードル）予選敗退
- リバニア・グレノト
  - （400ｍ）8位
  - （1600ｍリレー）6位
- ユスネイシ・サンティスティ カバレロ（800ｍ）準決勝敗退
- エレオノーラ・ジョルジ（20㎞競歩）失格
- バレリア・ストラーネオ（マラソン）13位
- マリア エンリカ・スパッカ（1600ｍリレー）6位
- マリアベネディクタ・チグボル
  - （400ｍ）予選敗退
  - （1600ｍリレー）6位
- ダリヤ・デルカ（三段跳び）予選敗退
- アレシア・トロスト（走り高跳び）5位
- キアラ・バッゾーニ
- アントネラ・パルミザノ（20㎞競歩）4位
- グロリア・フーパー（200ｍ）予選敗退
- アヨミデ・フォロルンソ
  - （400ｍハードル）準決勝敗退
  - （1600ｍリレー）6位
- ヤディスレイディ・ペドロソ（400ｍハードル）準決勝敗退
- カテリーナ・ベルトネ（マラソン）25位
- エレーナ マリア・ボンファンティ
- マルゲリタ・マガニーニ（1500ｍ）予選敗退
- ソニア・マラビシ（棒高跳び）予選敗退
- マルタ・ミラーニ
- エリザ・リガウド（20㎞競歩）11位
- デジレー・ロシト（走り高跳び）16位

### レスリング
- フランク・チャミーゾ マルケス（男子フリースタイル65kg級） 銅メダル
- ダイゴロ・ティモンチーニ（男子グレゴローマンスタイル98kg級）敗者復活2回戦敗退